# Rectoria Vella (Sant Celoni)
La Rectoria Vella era l'habitatge del rector i sacerdots de Sant Martí de Pertegàs, la primitiva parròquia de Sant Celoni (Vallès Oriental). És una obra inclosa a l'Inventari del Patrimoni Arquitectònic de Catalunya.

## Descripció
Situada al mig del parc al qual dona nom, és un magnífic exemple de casal del gòtic civil català, construït en el segle xv. Té la planta rectangular, amb planta baixa, un pis i golfa, aquesta té una galeria amb finestres d'arc de mig punt. L'edifici consta de planta baixa i dos pisos i la coberta és a quatre vessants. Algunes de les finestres i balcons de les façanes es van redistribuir en la intervenció de 1982, època en què s'incorporà la finestra lobulada de la façana principal. Al segon pis o golfes hi ha unes boniques galeries d'arcs conopials fetes amb maó, que es construïren cap al segle xvi.
A l'interior, al primer pis, una gran balconada perimetral envolta el pati. En aquesta zona destaca un gran finestral tripartit amb esveltes columnes gòtiques, que dona llum a la sala d'actes actual. Posteriorment, un altre es transformà en porta. En una de les parets hi ha una pintura mural que representa el trasllat de la Verge de Montserrat, feta segurament pels volts del 1920. Segons la llegenda, una comitiva presidida pel bisbe de Manresa trobà la imatge de la Moreneta en una cova de Montserrat. Es decidí de portar-la en processó fins a la seu de Barcelona, però en arribar a l'indret on ara s'alça el monestir, la imatge pesava tant que era impossible de moure-la. Així interpretaren que la Mare de Déu volia romandre a la muntanya i li aixecaren el santuari.

## Història
Aquest magnífic edifici ha sofert moltes transformacions, ara mateix és objecte d'aquestes encara que la tenen molt abandonada, doncs no la fan servir per res. No hi ha documents que indiquin l'aixecament de l'edifici actual. N'hi ha però que en parla, en un diu que hi havia una entrada amb pedrissos, que tenia un porxo, una cuina i una llar, etc.
Ferrer Despujol, rector de Sant Martí de Pertegàs aproximadament entre 1413 i 1432 va fer construir el casal, com demostren els símbols heràldics que hi ha en algunes mènsules de pedra de la sala d'actes. Representen el mont florit, un pujol coronat amb una flor de lis, que era l'emblema de la família Despujol. L'any 1850 el rector i la comunitat de preveres es van traslladar a la nova rectoria, un edifici adossat a l'església parroquial actual.
Mossèn Baldomer Bové i Plana fou qui la restaurà des de l'any 1909 al 1936. En aquesta època moltes famílies barcelonines venien a passar l'estiu a la Rectoria Vella, com la del decorador Jaume Valls. Aleshores es pintà el trasllat de la Mare de Déu de Montserrat, s'enjardinà l'entorn i s'hi construïren dues torres.
El 1951 la Rectoria Vella passà a ser propietat dels germans de La Salle de la Bonanova, que la utilitzaren com a casa de colònies fins que el 1975 l'adquirí l'Ajuntament. J. Ros de Ramis dirigí la primera restauració de 1982, que afectà les façanes i coberta. La resta de l'edifici es rehabilità mitjançant una escola taller entre 1988 i 1992, d'acord amb el projecte de l'arquitecte Agustí Portales. Actualment la Rectoria Vella és la seu de l'Àrea de Cultura. A la planta baixa s'hi fan exposicions temporals i al primer pis hi ha el Centre de Documentació de Sant Celoni i del Parc Natural del Montnegre i el Corredor.

## Galeria d'imatges

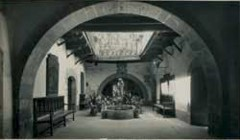
Interior, abans de la restauració
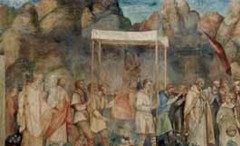
Pintura mural
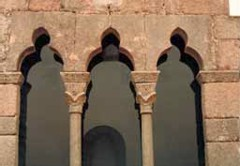
Finestral interior